# Cammell, Laird & Company

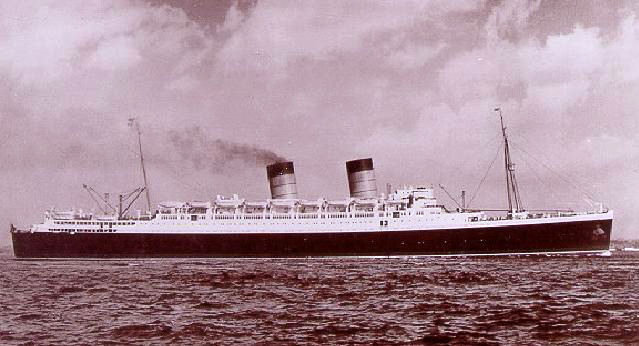
Die Mauretania (1939)

Cammell, Laird & Company ist ein 1903 gegründetes britisches Schiffbauunternehmen in Birkenhead am Fluss Mersey. Die Werft lieferte im Jahre 1920 mit der Fullagar das weltweit erste vollständig geschweißte Seeschiff ab. Der aus den 1824 gegründeten Birkenhead Iron Works hervorgegangene Betrieb firmiert seit Ende 2008 unter dem Kürzel Cammell Laird.

## Geschichte

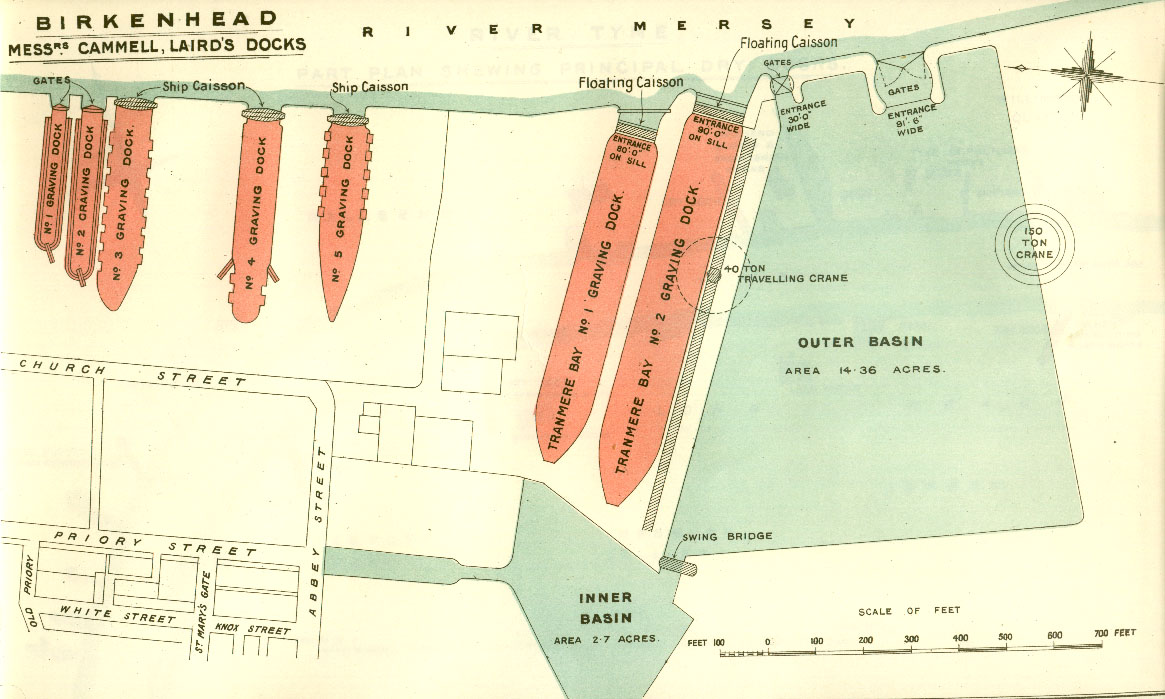
Lageplan der Werft

Das Unternehmen entstand 1903 durch den Zusammenschluss der seit 1828 bestehenden Werft Laird Brothers in Birkenhead mit dem Sheffielder Metallbauunternehmen Charles Cammell & Co. Obgleich von den bis zum Ende des Zweiten Weltkriegs weit über 1.000 gebauten Schiffen die Mehrzahl Frachtschiffe aller Art waren, so wurde die Werft in erster Linie durch die große Anzahl der hier gebauten Kriegs- und Passagierschiffe, aber auch immer wieder durch schiffbautechnische Innovationen bekannt.

### Die Anfänge
Unmittelbar nach dem Zusammenschluss wurde die Werft nach Süden erweitert und modernisiert. Unter anderem wurde im Frühjahr 1904 der Grundstein für eine etwa 100 Meter lange, über 20 Meter breite und knapp 17 Meter hohe Walzstahlanlage, die ob ihrer Größe „The Cathedral“, (Die Kathedrale) genannt wurde, gelegt. Mit dieser Anlage, angetrieben durch eine 12.000 PS starke Dampfmaschine, River Don Engine genannt, war man in der Lage, auch dickste Panzerplatten für den Bau von Kriegsschiffen herstellen zu können, konnte aber zunächst mangels anderer Aufträge nur kleinere Schiffe fertigstellen und machte daher bis zum Jahr 1909 nur Verlust. Die solide Kapitaldecke Cammells war bei den Erweiterungen ebenso wichtig für die Entwicklung der Werft, wie dessen weitreichendes Know-how in der Metallverarbeitung. Zudem bevorzugte die britische Admiralität bei Neubauaufträgen für die Royal Navy Bauwerften, welche alle Fertigungsabläufe im eigenen Unternehmen anboten. William, John und Henry Laird waren inzwischen verstorben und das Unternehmen wurde durch die Söhne J. Macgregor Laird, Roy M. Laird und J. W. P. Laird sowie Ratsey Bevis geführt. 1913 produzierte Cammell Laird schon 15.000 Tonnen Panzerplatten von 5 cm Dicke und dicker.
Die 1906 gebaute Kanalfähre St. George war eines der ersten dieser Fahrzeuge mit einem Dampfturbinenantrieb und verkehrte auf der Strecke zwischen Fishguard und Rosslare Harbour. 1909 wurde der weltgrößte Saugbagger Leviathan für die Mersey Docks & Harbour Co. gebaut, gefolgt von einer Reihe von Kombischiffen für überwiegend südamerikanische Auftraggeber. Daran schlossen sich mehrere Passagierschiffe für die Norwegen-Amerika Linie an. Das Unternehmen fertigte alle Arten von Guss- und Schmiedestücken, des Weiteren wurden Panzerungen und Geschosse hergestellt und Maschinen- und Kesselbau betrieben. 1912 konnte im Auftrag der britischen Admiralität das größte Schwimmdock der Welt fertiggestellt werden. Es war 640 Fuß lang und wog 32.000 Tonnen. Im gleichen Jahr wurde William Lionel Hitchens Vorsitzender des Aufsichtsrats und blieb dies bis 1940. Somit war kein Mitglied der Laird Familie mehr an der Führung des Unternehmens beteiligt.

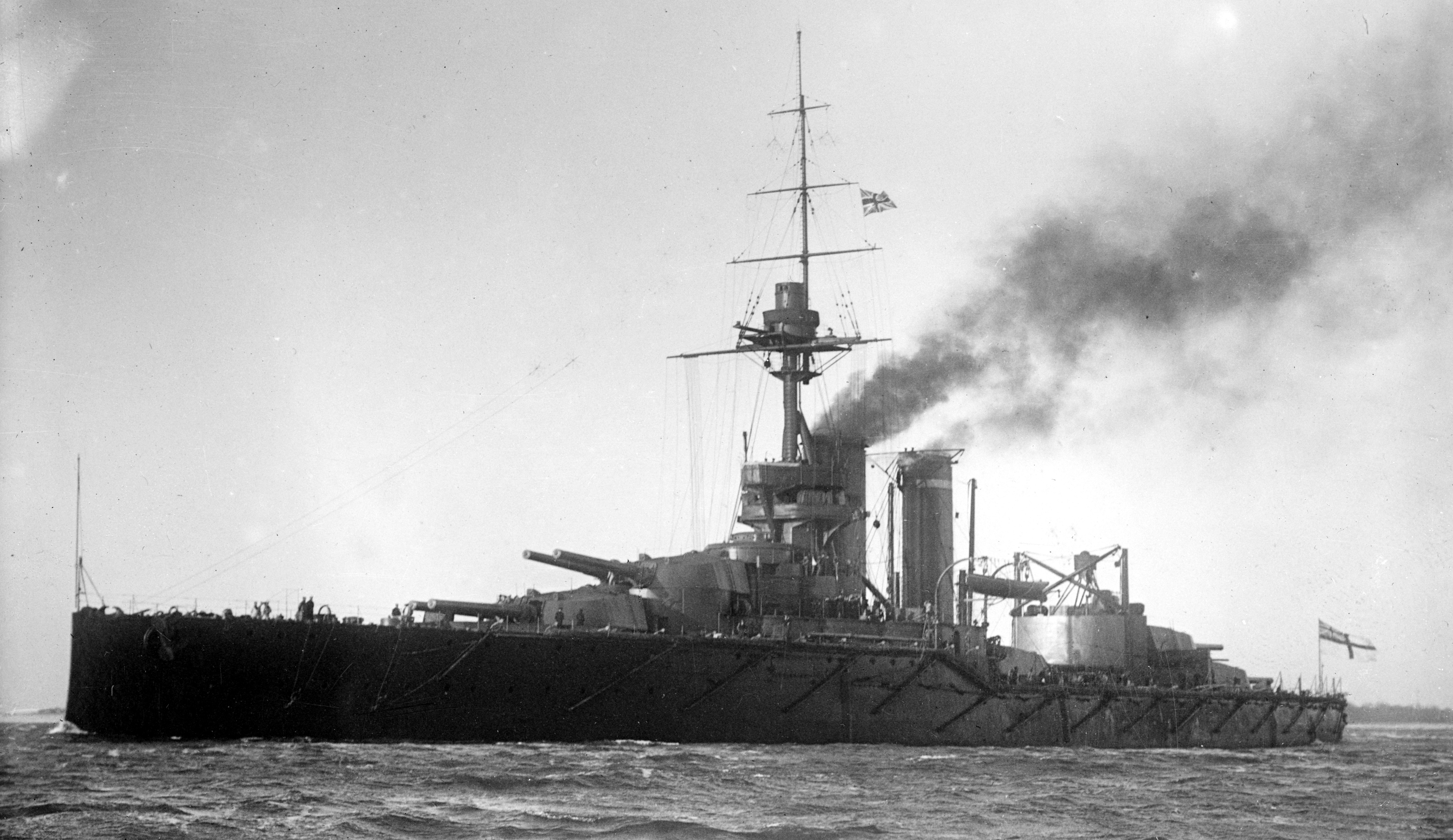
HMS Audacious (1913)

Das bis dahin größte Schiff der Werft war das am 21. Oktober 1913 abgelieferte Schlachtschiff HMS Audacious. Gut ein Jahr nach ihrer Indienststellung lief sie vor der nordirischen Küste auf eine Mine und sank.
Ein ungewöhnlicher Neubau wurde am 17. Januar 1914 mit der Eisenbahnfähre Leonard zu Wasser gelassen. Sie diente bis 1920 der National Transcontinental Railway Company of Canada als eine Art schwimmende Brücke zur Querung des Sankt-Lorenz-Stromes. Nach Fertigstellung der Québec-Brücke wurde die Leonard zum Tanker umgebaut.

### Erster Weltkrieg

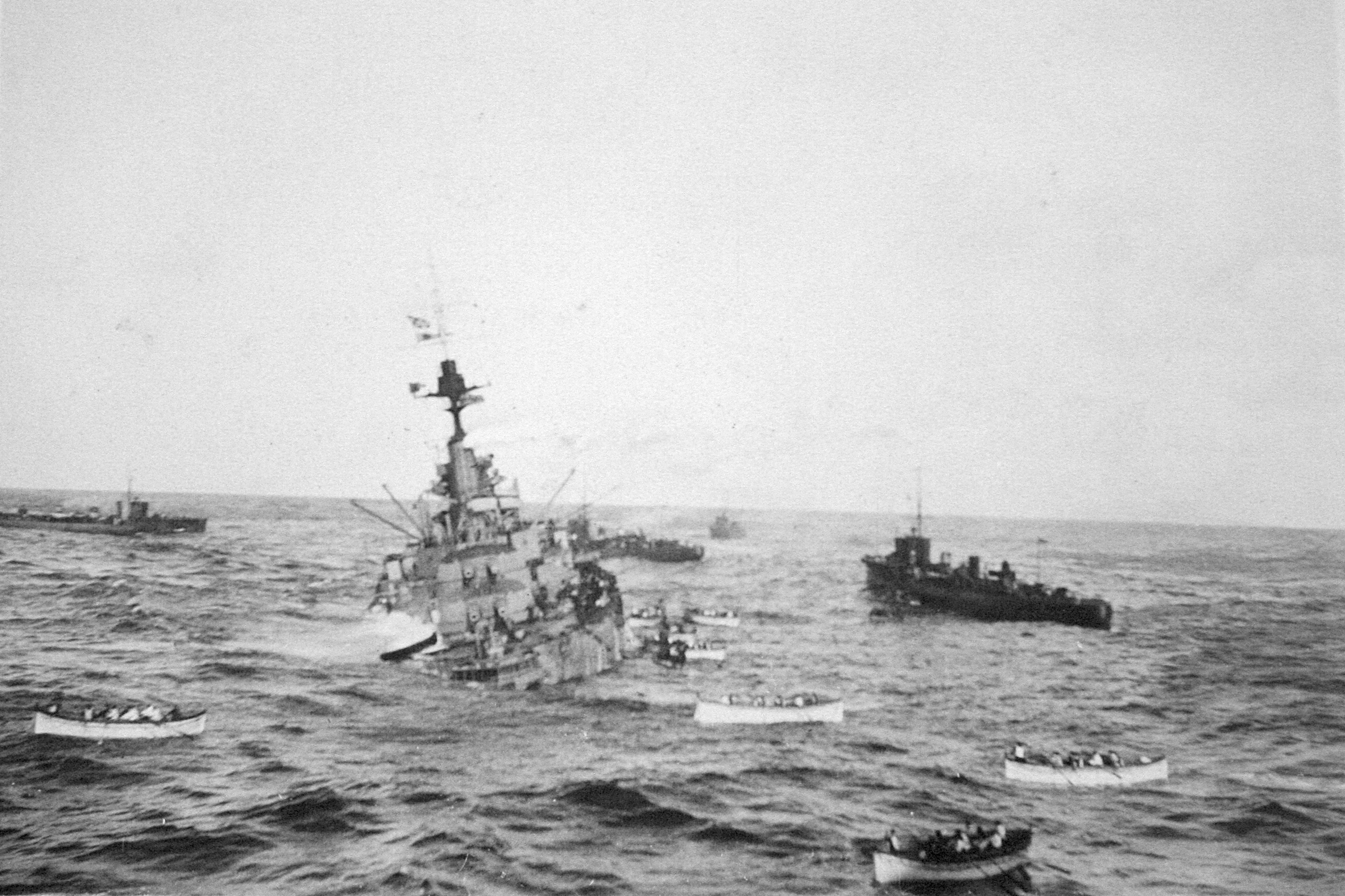
1914: Übersetzen der Besatzung von der sinkenden HMS Audacious zur RMS Olympic

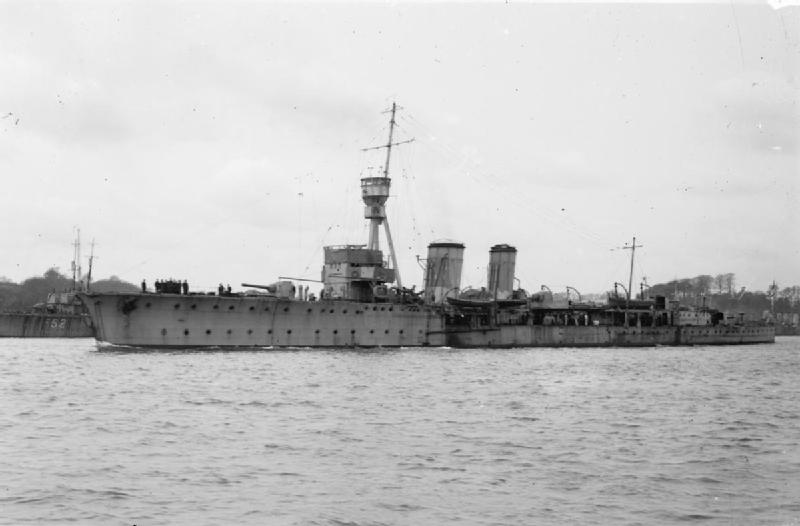
Leichter Kreuzer HMS Constance (1916)

Während des Ersten Weltkriegs lieferte Cammell Laird an die Royal Navy fünf Leichte Kreuzer der C-Klasse, sechs Zerstörer und zwei Begleitfahrzeuge ab. Außerdem wurde 1915 erstmals der Bau von Unterseebooten in Angriff genommen, angefangen mit E41 einer Serie von acht Booten. Im Ersten Weltkrieg konnten aufgrund der norwegischen Neutralität die Bauten für norwegische Reedereien mit einer Ausnahmegenehmigung der Britischen Regierung fortgesetzt werden. Weiterhin wurden in Birkenhead über 500 Schiffe repariert, mehrere Dampfer für den Kriegseinsatz vorbereitet und umgebaut. Man stellte auch einen Wasserflugzeugträger und drei „WAR“ Standardfrachter sowie zwei „AO“ Serientanker fertig.

### Zwischen den Kriegen
Noch während des Krieges begonnen, kam 1920 das weltweit erste komplett geschweißte Schiff, die Fullagar, von Cammell Laird. Im selben Jahr wurde mit der Samaria auch das zweite von drei Cunard Passagierschiffen aus Birkenhead geliefert. Während der 1920er Jahre wurden Schlachtschiffe und Zerstörer für die Royal Navy, Frachtschiffe sowie 44 Passagierschiffe gebaut.

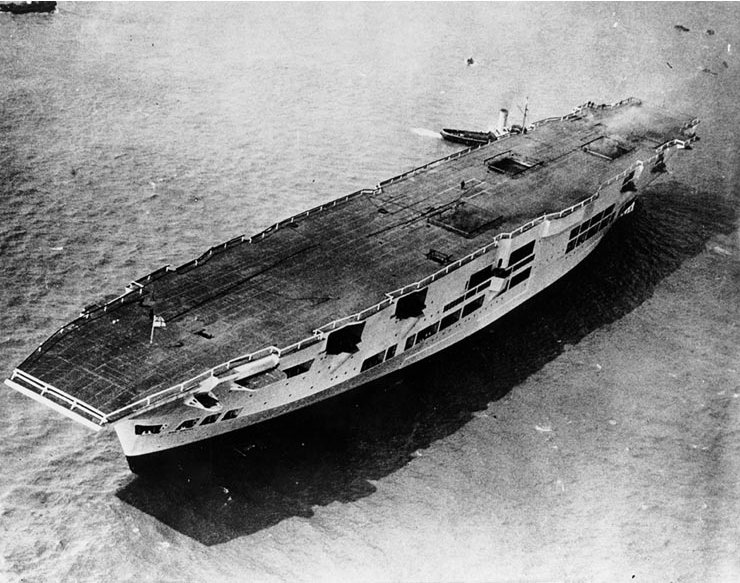
1937: Flugzeugträger Ark Royal nach dem Stapellauf

1927 übernahm Robert S. Johnson, welcher vorher Geschäftsführer der Werft Workman, Clark and Co. war, die Geschäftsführung vom verstorbenen Sir George Carter, und blieb, von 1942 bis zu seinem Tod 1951 als Aufsichtsratsvorsitzender im Unternehmen. Robert S. Johnson’s Sohn Robert W. Johnson wurde Geschäftsführer und blieb dies bis in die 1960er Jahre.
Nachdem die Gesellschaft bereits 1919 die Midland Railway Carriage and Wagon Company und 1923 die Wagenbauanstalt Leeds Forge Company übernommen hatte, wurde die Eisenbahnsparte von Cammell Laird 1929 mit der Metropolitan Railway Carriage and Wagon Co. zur Metropolitan-Cammell Carriage and Wagon Company Ltd. (MCCW - Metro Cammell) verschmolzen, die Stahlerzeugung vereinigte man mit der des nur eine halbe Meile entfernt liegenden Konkurrenten Vickers zur English Steel Corporation.
Von 1931 bis 1933 war die Werft aufgrund der Weltwirtschaftskrise geschlossen. Durch die Depression war das Firmenkapital 1932 auf £3,5 Millionen Pfund geschmolzen. Sie konnte nur dank einiger Aufträge der Admiralität wieder eröffnet werden. Darunter der mit 22.000 ts bis dahin größte Neubau der Werft, die 3 Millionen Pfund teure Ark Royal, welche 1937 zu Wasser gelassen wurde. Von 1935 bis 1939 wurden in Birkenhead über 20 große und kleine Tanker, Fähren, aber auch Große Seen Frachter, sogenannte „Laker“, fertiggestellt. Das wohl bekannteste Passagierschiff der Werft, die zweite Mauretania der Cunard-Reederei wurde im Mai 1939 übergeben.
Am 1. Juni 1939 sank ein U-Boot der neuen „T“-Klasse auf einer Werftprobefahrt. In der Thetis starben 99 Marine- und Werftangehörige, nur drei Mann der Besatzung überlebten.

### Zweiter Weltkrieg
Während des Zweiten Weltkriegs wurden insgesamt 106 Kriegsschiffe gebaut, was in etwa der Fertigstellung eines Schiffes alle drei Wochen entspricht. Im Frühjahr 1941 wurde die Prince of Wales in Dienst gestellt, die im Mai des gleichen Jahres durch die Jagd auf das deutsche Schlachtschiff Bismarck bekannt wurde. Neben dem Flugzeugträger Venerable, der 1948 an die Niederlande verkauft wurde, baute Cammell Laird eine Anzahl Kreuzer, Zerstörer, U-Boote und Sloops, aber auch viele zivile Schiffe. Darunter waren Tanker, die zu den größten ihrer Zeit zählten, aber auch Kühlschiffe für die Reederei Shaw, Savill & Albion Steamship Co. und andere. Neben dem Bau von Schleppern für den Einsatz auf dem Mersey wurden über 2.000 Schiffe aller Art repariert.

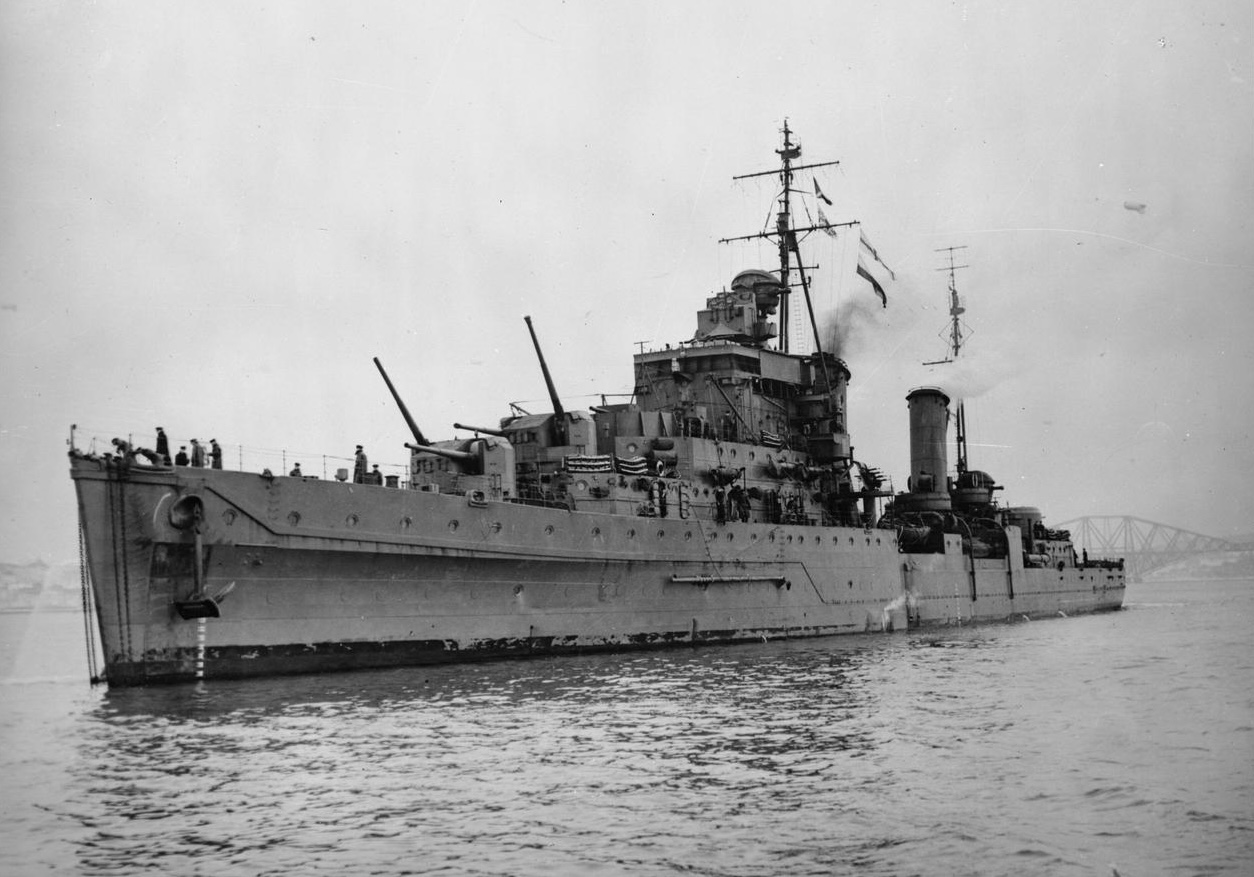
Dido (1940)
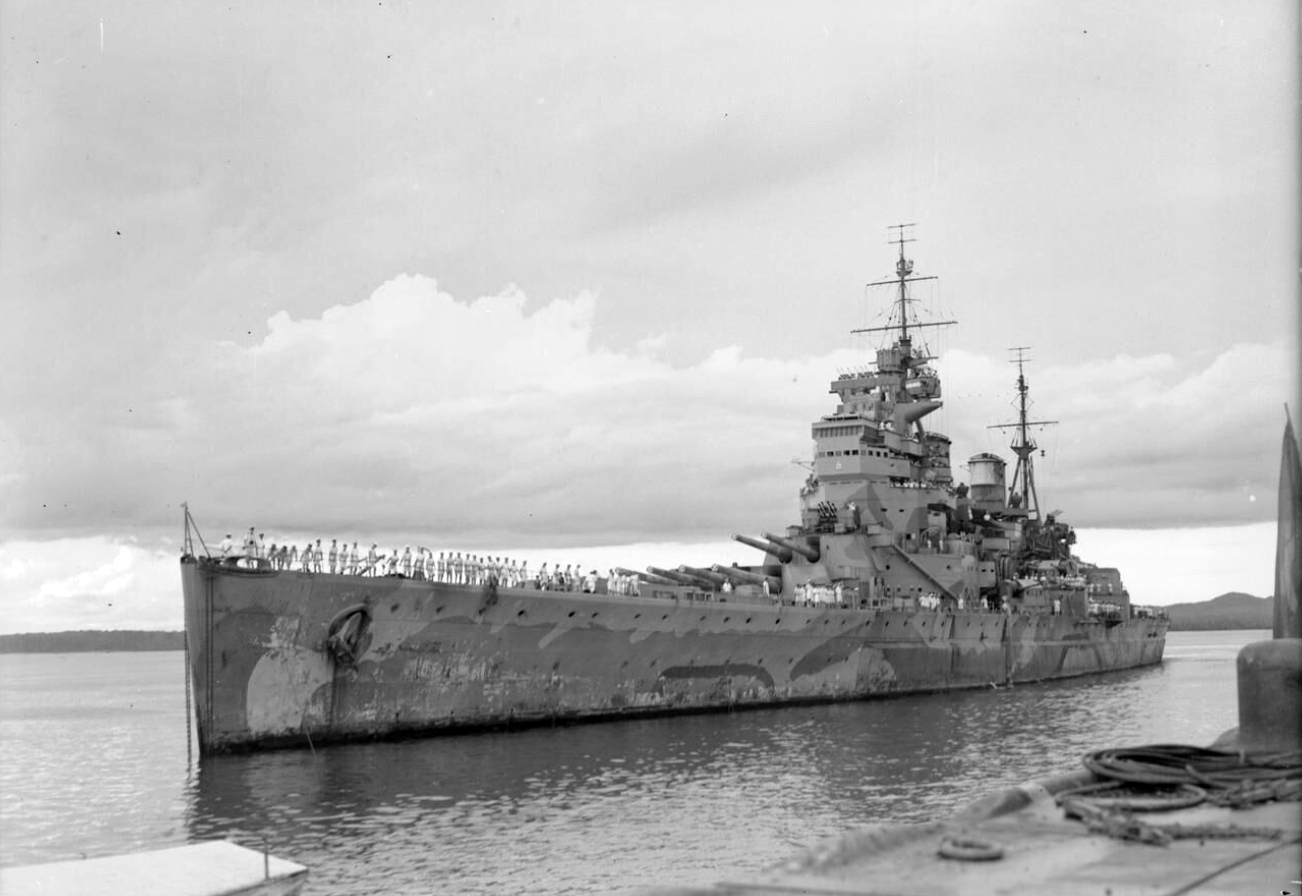
Prince of Wales im Hafen von Singapur (Dezember 1941)
1942: Einsetzen von Kanonenrohren auf der Duke of York
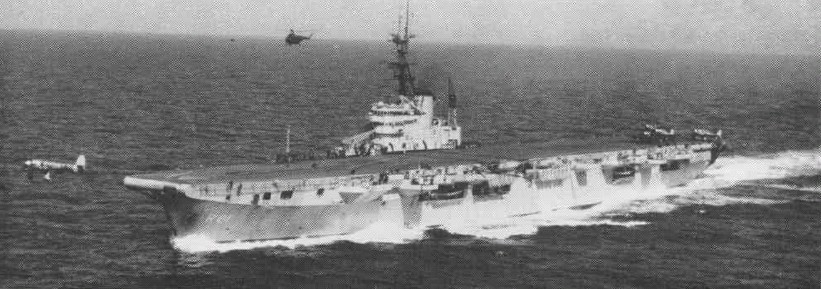
Karel Doorman (ex. Venerable)

### Nachkriegszeit bis zur Verstaatlichung
Im Laufe der 1950er Jahre wurden überwiegend Tanker, Frachtschiffe für den Liniendienst und Massengutschiffe, aber auch ein Flugzeugträger und ein großes Passagierschiff produziert. Insgesamt kamen von 1947 bis 1982 mehr als 60 Tanker, von 1946 bis 1966 39 Linienfrachtschiffe und 15 Fährschiffe zwischen 1946 und 1968 von Cammell, Laird. Nachdem 1953 die Gesellschaftsform geändert wurde, wurden 1961 von Cammell, Laird 12.000 Mitarbeiter beschäftigt. Nachdem Shell 1956 mit seinem Tanker Auris erste Erfahrungen mit dem Gasturbinenantrieb gesammelt hatte, baute Cammell Laird schon im selben Jahr mit der Sepia den ersten Neubau mit solch einem Antrieb. Obwohl die Werft, insbesondere durch zahlreiche Kriegsschiffsneubauten, große Erfahrungen mit Dampf- und Gasturbinenantrieben sammelte, baute Cammell Laird nie Dieselmotoren.
Die Ablieferung der Windsor Castle an die Union-Castle Line im Jahr 1960, dem größten und letzten klassischen Passagierschiff der Werft, läutete das nächste Jahrzehnt noch einmal mit einem Höhepunkt ein. 1965 teilte man Cammell, Laird & Company in ein Schiffbauunternehmen, Cammell Laird - Shipbuilders and Engineers und den Reparaturbetrieb Cammell Laird Shiprepairers Ltd. auf. Letzterer baute das Dock Nr. 5 (Princess Dock), um sich mit diesem großen Trockendock besser im Reparaturmarkt zu positionieren. Gegen Ende der 1960er Jahre wurden mit der Renown und Revenge zwei Nuklear-U-Booten der Resolution-Klasse abgeliefert, gleichzeitig gab es eine kürzere finanzielle Krise, woraufhin 1972 die Labour-Regierung 50 % des Unternehmens übernahm, das danach als Cammell Laird Shipbuilders firmierte. Die Laird Group behielt die andere Hälfte der Anteile, litt aber weiter unter der Zurückhaltung von Neubauaufträgen ehemaliger Werftkunden.
In den 1970er Jahren bot man sechs sogenannte „standard designs“ an: zwei Stückgutschiffstypen für den Liniendienst, von denen allein drei Schiffe an Pacific Steam Navigation Company gingen, zwei Ausführungen von Massengutschiffen und die beiden Tankertypen „StaT32“ und „StaT55“, welche für verschiedenste Reedereien weltweit gebaut wurden. Es wurden aber auch drei Containerschiffe für Canadian Pacific und zwei Tanker für P&O gebaut. Am 1. Juli 1977 wurde die Werftengruppe in die staatliche British Shipbuilders Corporation eingegliedert. Im Jahr darauf wurde die neue Schiffbauhalle eingeweiht.

### Von der Privatisierung bis Heute
Während der 1980er beendete man den Tankerbau und stellte die Produktion im Zuge der wachsenden Ölförderung in der Nordsee auf Bohrinseln um. Diese Zeit wurde von ausgedehnten Arbeitsniederlegungen geprägt, welche den Schiffbau über längere Zeit vollends zum Erliegen brachten und zur vorübergehenden Schließung der Werft führte. Die Belegschaft war in zwei Lager gespalten, die teils weiter streiken, bzw. die Arbeit wiederaufnehmen wollten und erst Mitte der 1980er wurde der Werftbetrieb wieder regulär geführt. Nachdem Cammell Laird 1983 von Vickers Armstrongs Ltd. aus Barrow-in-Furness übernommen wurde, erfolgte 1986 unter dem Dach der Vickers Shipbuilding and Engineering Ltd (VSEL) die Reprivatisierung, wo sie als reine Bauwerft für Kriegsschiffe vorgesehen war.

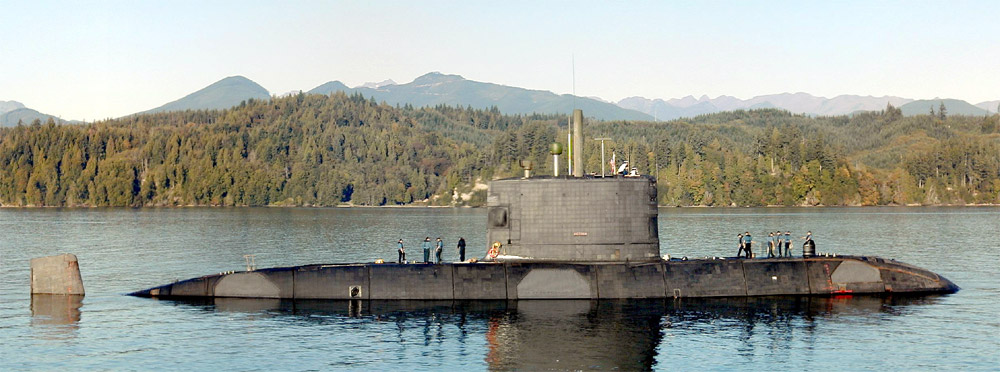
HMCS Victoria (1991)

Schon im Oktober 1990 wurde beschlossen, den Schiffbau bei Cammell Laird aufzugeben und nachdem am 25. Juni 1993 das U-Boot Unicorn an die Royal Navy übergeben worden war, wurde die Werft am 30. Juni 1993 auf der Basis eines Wartungs- und Instandhaltungsstatus geschlossen. Die Trockendocks wurden jedoch 1994 unter Führung von Coast Line Industries wieder in Betrieb genommen, wieder als Cammell Laird geführt und um Reparaturwerften in Frankreich, USA und Gibraltar erweitert. Metro-Cammell, die in Birmingham beheimatete Eisenbahnsparte des Unternehmens wurde während der 1990er Jahre mit GEC Traction zu GEC-Alstom und ging bis zur Schließung 2004, schließlich ganz im Alstom Konzern auf.
Im Jahr 2000 geriet das Unternehmen, hervorgerufen durch die Nichtabnahme der Mittschiffsektion im Wert von 50 Mio. Pfund (£), zur Verlängerung des Kreuzfahrtschiffes Costa Classica, durch die Reederei Costa Crociere in finanzielle Schieflage. Nachdem das Unternehmen zwei Neubauaufträge für Kreuzfahrtschiffen der American Luxus group nicht gewinnen konnte, wurde es 2001 mit seinen vier Werftbetrieben durch die A&P Group übernommen. Weiterhin unter dem Namen Cammell Laird Gibraltar Ltd. wird die Royal Dockyard Werft in Gibraltar betrieben, welche ebenfalls 2001 durch einen Management-Buy-out aus der Gruppe herausgelöst wurde.
Im November 2004 ergab eine Studie über die Zukunftsperspektiven des Cammell-Laird-Geländes, die im Auftrag des Wirral Council erstellt wurde, das Schiffbau- und Reparaturwerft dort auf Dauer vermutlich nicht überleben würden. Dies wiederum ließ Reddington Finance, den Besitzer des südlichen Geländes mit den Helgen und der Schiffbauhalle, umstrittene Pläne offenlegen, wie das Areal entwickelt werden könnte, und schon im Dezember 2004 wurde auch der Kauf des Nordgeländes mit den Docks und der Ausrüstungspier für 30 Mio. £ öffentlich gemacht. Die A&P Group und Northwestern Shiprepairers & Shipbuilders pachteten das Nordgelände zurück, um dort weiter Schiffsreparaturen durchzuführen zu können. Reddington’s Pläne das Südgelände mit einem Kostenaufwand von etwa 1 Mrd. £ zu einem Erholungs-, Einzelhandels und Unterhaltungsgebiet mit Büro und Luxuswohnraum umzuwandeln, sind nicht unumstritten, da der Bezug zur langen Schiffbaugeschichte verlorengehen könnte. Die Planer sehen jedoch diesen Aspekt für den Nordteil des Geländes durch ein maritimes Besucherzentrum gewahrt. Kritiker mahnen, das für die ab 2014 in den Dienst der Royal Navy tretenden Flugzeugträger der Queen-Elizabeth-Klasse auch entsprechende Möglichkeiten zur Dockung vorgehalten werden müssen. Das Trockendock Nummer 5 könnte von strategischer Bedeutung sein, da es eines von nur fünf der größten Docks im Vereinigten Königreich ist, in denen diese Schiffsklasse gedockt werden kann. Weitere Überlegungen gehen dahin, ein Abwrackzentrum, ähnlich dem Able UK Ship Recycling Centre in Hartlepool zu entwickeln. Seit dem 17. November 2008 firmiert die Werft wieder unter dem traditionellen Namen Cammell Laird.

### Noch existierende Schiffe
Abgesehen von jüngeren Schiffen von Cammell Laird, von denen zum Beispiel zwei Zerstörer der Sheffield-Klasse (Type 42) und die Lenkwaffenfregatte HMS Campbeltown (F86) noch im Dienst der Royal Navy sind, blieben auch einige historische Exemplare des Schiffbaus aus Birkenhead erhalten. In Peru ist das Kanonenboot America von 1904 als Denkmal an den Krieg mit Kolumbien im Jahre 1911 erhalten. Sie wurde von der Tranmere Bay Development Co. und der Werft John Jones & Co gebaut, welche ein kleines Gelände neben Cammell Laird in Tranmere zu erschließen hatte. Von derselben Werft stammt das ehemalige Manchester Ship Canal Co. Schlepp- und Bereisungsfahrzeug Daniel Adamson von 1903, welches vor kurzem vor dem Abwracken gerettet wurde und nun restauriert wird. Der 1914 gebaute Leichte Kreuzer Caroline ist Bestandteil der Royal Naval Reserve in Belfast, das 1966 entstandene U-Boot Onyx der Oberon-Klasse dient als Museumsschiff der Historic Warships Collection in den Birkenhead Docks. Der 1955 in Dienst gestellte Dampfer Manxman der Isle of Man Steam Packet Company sollte durch eine Aktion der Manxman Steamship Company wieder zur restauriert werden, wurde aber schließlich ab Dezember 2012 in Sunderland verschrottet.

## Schiffe von Cammell Laird & Company (Auswahl)
Flugzeugträger
- Ark Royal (1937)
- Ark Royal (1950)
- Venerable

Schlachtschiffe
- Prince of Wales

Kreuzer
- Achilles
- Caroline
- Dido

Sloops
- Kite

Zerstörer
- Coventry
- Fearless

Unterseeboote
- 3 Boote der Shark-Klasse
- 17 Boote der Seraph-Klasse
- 15 Boote der Subtle-Klasse
- 3 Boote der Tempest-Klasse
- 4 Boote der Triton-Klasse

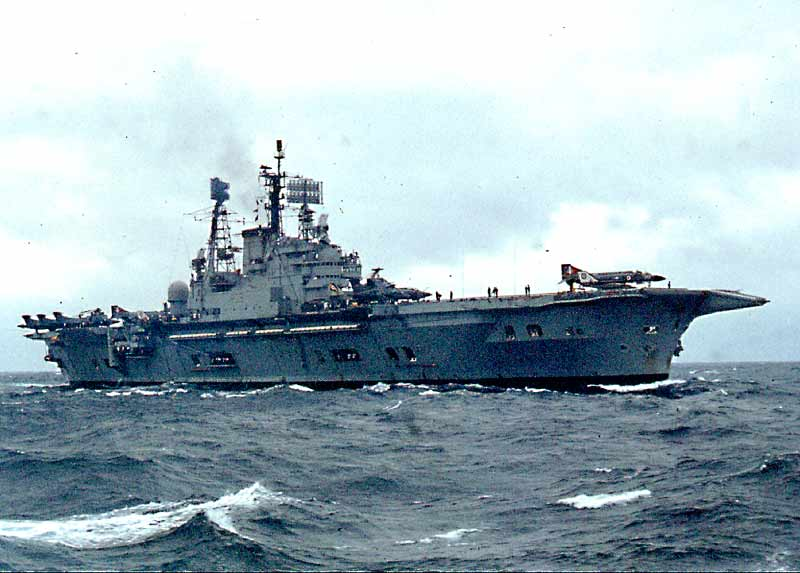
HMS Ark Royal

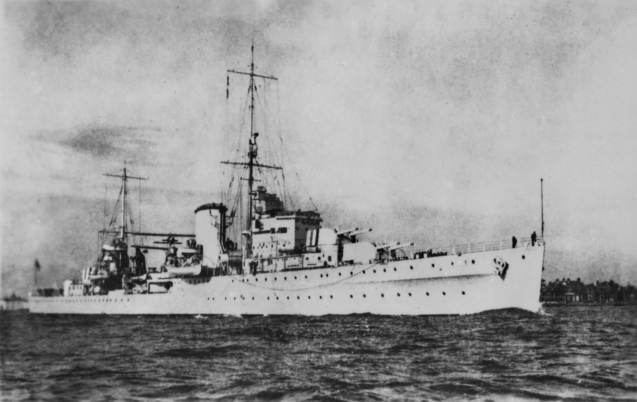
HMNZS Achilles

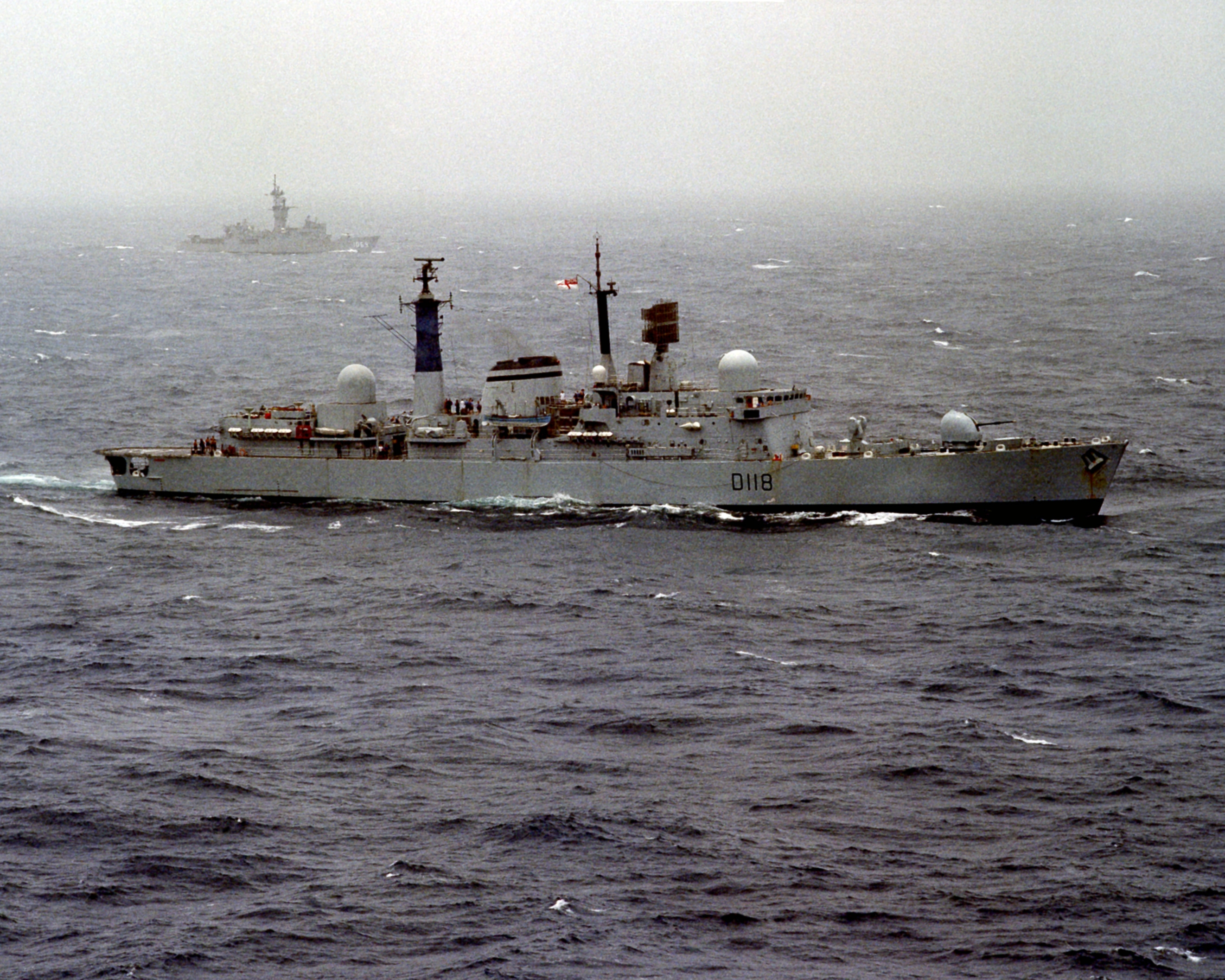
HMS Coventry

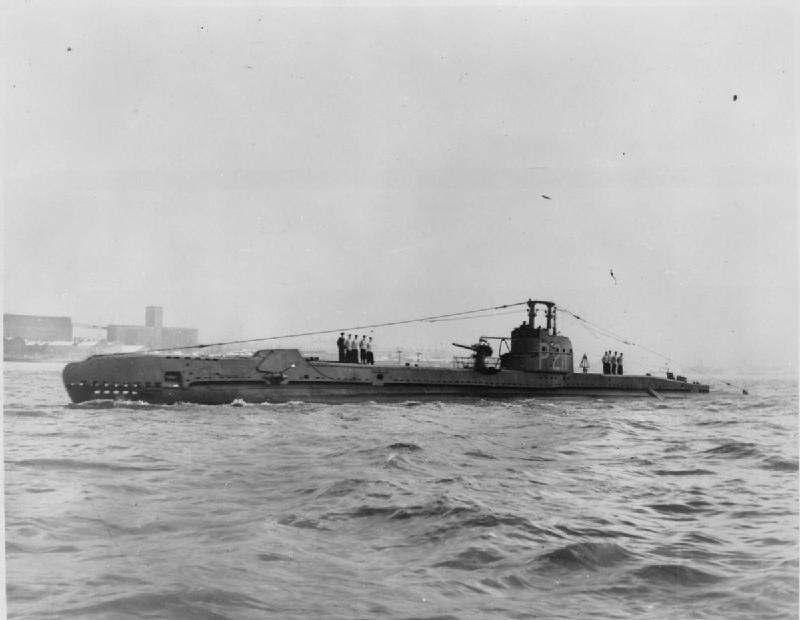
HMS Safari

- 2 Atom-U-Boote der Resolution-Klasse
- 1 Atom-U-Boot der Churchill-Klasse (Conqueror)
- 2 Boote der Upholder-Klasse (Victoria-Klasse)

Passagierschiffe
- Almeda Star
- Oropesa
- Lady Hawkins
- Mauretania

Frachtschiffe
- Fullagar

Forschungsschiffe
- Sir David Attenborough